# Gračac (żupania zadarska)
Gračac – wieś w Chorwacji, w żupanii zadarskiej, w gminie Gračac. W 2011 roku liczyła 3063 mieszkańców.